# Communauté de communes du Pays de Craponne
La communauté de communes du Pays de Craponne est une ancienne communauté de communes française située dans le département de la Haute-Loire en région Auvergne-Rhône-Alpes.

## Historique
Le schéma départemental de coopération intercommunale,, approuvé le 4 mars 2016 par la commission départementale de coopération intercommunale de la Haute-Loire, prévoit la fusion, le 1er janvier 2017, de la communauté de communes du Pays de Craponne avec la communauté d'agglomération du Puy-en-Velay, les communautés de communes du Plateau de La Chaise-Dieu (moins Berbezit), des Portes d'Auvergne (moins Varennes-Saint-Honorat), de l'Emblavez et les communes du Pertuis et de Saint-Hostien (membres de la communauté de communes du Meygal).
Le 1er janvier 2017, la communauté de communes du Pays de Craponne fusionne au sein de la communauté d'agglomération du Puy-en-Velay.

## Territoire communautaire

### Composition
Elle comprenait les huit communes suivantes :
| Nom                        | Code Insee | Gentilé         | Superficie (km2) | Population (dernière pop. légale) | Densité (hab./km2) |
| -------------------------- | ---------- | --------------- | ---------------- | --------------------------------- | ------------------ |
| Craponne-sur-Arzon (siège) | 43080      | Craponnais      | 33,37            | 2 129 (2014)                      | 64                 |
| Beaune-sur-Arzon           | 43023      |                 | 14,38            | 230 (2014)                        | 16                 |
| Chomelix                   | 43071      | Chalméliens     | 26,47            | 484 (2014)                        | 18                 |
| Jullianges                 | 43108      | Julliangeois    | 18,44            | 455 (2014)                        | 25                 |
| Saint-Georges-Lagricol     | 43189      | Saint-Georgeois | 19,17            | 523 (2014)                        | 27                 |
| Saint-Jean-d'Aubrigoux     | 43196      |                 | 17,80            | 186 (2014)                        | 10                 |
| Saint-Julien-d'Ance        | 43201      | Ancelois        | 17,82            | 246 (2014)                        | 14                 |
| Saint-Victor-sur-Arlanc    | 43228      |                 | 11,88            | 89 (2014)                         | 7,5                |

### Démographie
| 1968  | 1975  | 1982  | 1990  | 1999  | 2008  | 2013  |
| ----- | ----- | ----- | ----- | ----- | ----- | ----- |
| 5 776 | 5 441 | 5 330 | 4 927 | 4 548 | 4 264 | 4 408 |

## Administration

### Le siège
Le siège de la communauté de communes est situé place de la Gare à Craponne-sur-Arzon.

### Les élus
Le conseil communautaire de la communauté de communes du Pays de Craponne se compose de vingt-cinq membres représentant chacune des communes membres et élus pour une durée de six ans.
Ils sont répartis comme suit :
| Nombre de délégués | Communes                                                                               |
| ------------------ | -------------------------------------------------------------------------------------- |
| 2                  | Beaune-sur-Arzon, Saint-Jean-d'Aubrigoux, Saint-Julien-d'Ance, Saint-Victor-sur-Arlanc |
| 3                  | Chomelix, Jullianges, Saint-Georges-Lagricol                                           |
| 8                  | Craponne-sur-Arzon                                                                     |

### Présidence
Le président actuel de la communauté de communes est Laurent Mirmand.